# Старчевићева странка права
Старчевићева странка права, позната и као милиновци, била је хрватска политичка странка која је настала 1908. расколом унутар тадашње Чисте странке права, односно отцјепљењем фракције на челу с Милом Старчевићевим и Антом Павелићем ст. Разлог је било незадовољство политиком Јосипа Франка, који је настојао Хрватску што је могуће више везати уз Беч. Старчевићанци су то сматрали издајом начела Анте Старчевића о нужности стварања самосталне и суверене Хрватске.
Међу главним узроцима расколу било је то што је аустријски врх желио да чисти праваши безусловно подрже анексију Босне и Херцеговине и антисрпску хајку која је затим услиједила. Повод расколу био је разговор Франка с угарским министром предсједником Шандором Векерлеом, током којег се Франк обавезао да ће сарађивати с Рауховим промађарским, изразито дуалистичким режимом. Франк је наиме хтио постати ослонац аустријске политике након анексије Босне и Херцеговине. У жељи да угоди аустријским круговима, Франк се залаже за рјешење хрватског питања тако да се хрватске земље, укључујући Босну и Херцеговину, окупе унутар Монархије као управна, а не државна јединица. Након тога многи франковци напуштају странку. На сједници страначког водства 23. априла 1908. дошло је до раскола. Миле Старчевић, Анте Павелић ст. и Иван Першић нису хтјели слиједити политику врха Монархије (Рауховог режима) у антисрпској хајци и иступају из Франкове странке. Оградили су се од франковачке помоћи аустријско-мађарском притиску на Хрватску и осудили покушаје разбијања Хрватско-српске коалиције, иако ју нису непосредно подржали.
Први подстицаји за обнову старчевићанске струје дошли су од обновљене далматинске Странке права, која је жељела да хрватски покрет у своје дјеловање укључи и Србе и Словенце. Мате Дринковић у ту је сврху изнио приједлог да се Србима и муслиманима у будућој хрватској држави загарантује културна и вјерска аутономија и да се Србима допусти употреба српске ћирилице и заставе, што су франковци оштро осудили те су их у својој жестокој пропаганди означивали као србофиле и велеиздајнике.
Старчевићанци су ускоро најавили прави повратак Старчевићу. Повратак Старчевићу требао је очистити странку од „франковштине” и лажног либерализма. Формулација „повратка” Анти Старчевићу била је Мили Старчевићу и његовим сарадницима заиста велики проблем. У току је био „велеиздајнички процес” против Срба, па се није могла захтијевати самостална Хрватска држава изван оквира Монархије. Ревидиран је програм из 1894, а захтијевао је сједињење хрватских земаља, парламентарну владавину, тријализам и грађанске слободе.
У сљедећем раздобљу, након анексије Босне и Херцеговине, Старчевићева странка права се консолидује, док франковци отворено служе Рауховом режиму. Касније се придружује Свеправашкој организацији (1911—1912), заједно с Хрватском хришћанско-социјалном странком права, која је тад укључивала и Чисту странку права, далматинским и истарским правашима, Хрватским католичким удружењем и Хрватском народном заједницом из Босне и Херцеговине, па је на тај начин одређено вријеме некадашња Странка права била обновљена, јер је то био једини начин да се изворни праваши заједничким силама одупру Хрватској странци права и њеној Хрватско-српској коалицији и програму сарадње са Србима, уз ослањање на Мађаре. То ипак није било успјешно и Организација се распала, а поједине чланице настављају дјеловати самостално.
У вријеме Првог свјетског рата, странка се залагала за Хрватску „без скрбника”, што је био еуфемизам за независност. Међутим након распада Аустроугарске, челници странке прилазе Народном вијећу, учествују у стварању Државе Словенаца, Хрвата и Срба, а потом и Краљевства Срба, Хрвата и Словенаца. Разлог је смрт Мила Старчевића 10. марта 1917, па је за предсједника његове странке изабран Анте Павелић ст, заговорник уједињавања Хрвата, Срба и Словенаца у једну државу.
Милиновци с Антом Павелићем се удружују заједно са Напредном демократском странком Ивана Лорковића у Хрватску заједницу, а ХЗ постаје један од политичких групација у вријеме југославенске монархије.
Од 1908. до 1910.  издавала је лист Старчевићанац.